# Breslauer FV 06
Le Breslauer FV 06 fut un club allemand de football localisé dans la ville de Breslau, en dans la province de Basse-Silésie (de nos jours Wrocław en Pologne).
Il évoluait au Stadion an den Oswitzer Friedhöfen, doté de 6 000 places.

## Histoire
Le club fut fondé le 6 juin 1906 sous l’appellation SC Pfeil Breslau. En juillet 1912, ce club fusionna avec le SV Corso 1905 Breslau pour former le Breslauer FV 06.
En 1925, le FV 06 fusionna à nouveau, cette fois avec le SV Stern 1920 Breslau et prit le nom de Breslauer FV Stern 06. 
En 1927, le club atteignit la finale de la Südostdeutscher Fußballverband  (SOFV). La victoire revint au Vereinigte Breslauer Sportfreunde sur un très net (5-0). En tant que vice-champion régional, le FV 06 accéda à la phase finale nationale. Il s’y inclina (3-0), au premier tour, contre le VfB Leipzig.
En 1930, le cercle reprit son nom de Breslauer FV 06.
L’année suivante, le club termina à égalité avec le Breslauer SC 08 à la deuxième place de la ligue SOFV. Le FV 06 s’assura le titre de vice-champion en gagnant le test-match de départage (6-3). Un match était encore nécessaire pour avoir accès à la phase finale nationale. Le club joua contre le VfB Liegnitz. Il remporta la manche aller (2-0) mais s’inclina au retour (1-0). Comme la différence de but sur l’ensemble des deux matches ne comptait pas, un test match devait être joué. Le VfB Liegnitz protesta. Après de longues discussions, il fut décidé que Liegnitz participerait au tour final. Il y fut balayé par le Tennis Borussia Berlin (6-1).
En 1933, dès leur arrivée au pouvoir, les Nazis réformèrent les compétitions de football. Seize ligues, les Gauligen (équivalent D1) furent créées. Le Breslauer FV 06 fut un des fondateurs de la Gauliga Silésie. Lors de la première saison, le club évita la relégation de justesse. Après deux saisons dans le milieu du tableau, le FV 06 évita la descente de peu. Il ne dut son salut qu’à une meilleure différence de buts générale par rapport au STC Görlitz.
En 1940, le Breslauer FV 06  termina vice-champion derrière le Vorwärts-Rasensport Gleiwitz. Lors de la finale, le FV 06 s’inclina deux fois, (2-5) à domicile puis (9-1) en déplacement.
En 1941, la Gauliga Silésie fut scindée en deux ligues distinctes. Le Breslauer FV 06 fut versé dans la Gauliga Basse-Silésie. Le club y joua jusqu’en 1944 et termina à chaque fois en milieu de classement.
En 1945, après la capitulation de l’Allemagne nazie, la Silésie devint territoire polonais. Toute la population allemande fut expulsée. Tous les clubs furent dissous. Son enceinte du Stadion an den Oswitzer Friedhöfen tombe également à l'abandon.

## Palmarès
- Vice-champion de la Südostdeutscher Fußballverband (SOFV): 1 (1927).
- Vice-champion de la Gauliga Silésie: 1 (1940).